# Horst Haselsteiner
Horst J. Haselsteiner (* 3. April 1942 in Belgrad; † 3. März 2019 in Neunkirchen) war ein österreichischer Osteuropahistoriker.

## Leben und Wirken
Horst Haselsteiner, Sohn eines Wieners und einer Ungarin aus Szabadka, kam mit seiner Mutter kriegsbedingt 1947 nach Wien, wo auch der Vater nach Kriegsgefangenschaft dazustieß. Nach der Matura am Gymnasium der Schulbrüder in Strebersdorf studierte er ab 1960 an der Universität Wien zunächst Rechtswissenschaften, später Geschichte, Slawistik und Germanistik. 1967 wurde er Wissenschaftliche Hilfskraft am Institut für Osteuropäische Geschichte der Uni Wien. 1970 wurde er mit der Dissertation über „Die Serben und der Ausgleich 1867. Zur politischen und staatsrechtlichen Stellung der Serben Südungarns in den Jahren 1860–1867“ promoviert. Er war als Universitätsassistent bei Richard Georg Plaschka gemeinsam mit Arnold Suppan (1970–1981) und nach seiner Habilitation mit der Schrift „Joseph II. und die Komitate Ungarns. Herrscherrecht und ständischer Konstitutionalismus“ als Universitätsdozent für Osteuropäische Geschichte (1981–1988) an der Universität Wien tätig.
1988 erfolgte die Berufung auf die ordentliche Universitätsprofessur für Südosteuropäische Geschichte an der Universität Graz. 1993 folgte er Richard Georg Plaschka als Ordinarius und Institutsvorstand des Instituts für Osteuropäische Geschichte an der Universität Wien. Von 2001 bis 2003 war er zudem Gründungsdekan an der Andrássy Universität Budapest und bis 2005 Professor für Geschichte und Kulturanthropologie an der Fakultät für Mitteleuropäische Studien. 2010 ging er in den Ruhestand.
Haselsteiner war Präsidiumsmitglied der Aktion Österreich-Ungarn, Beauftragter der Österreichischen Rektorenkonferenz für die Donau-Rektorenkonferenz und Vorstandsmitglied des Instituts für den Donauraum und Mitteleuropa. Zudem war er Vorstandsmitglied der Stiftung Pro Oriente, einer österreichischen Arbeitsgemeinschaft christlicher Kirchen mit dem Ziel, die Beziehungen zwischen der römisch-katholischen Kirche und den orthodoxen und orientalisch-orthodoxen Kirchen zu fördern. 1993 wurde Haselsteiner zum Korrespondierenden Mitglied der Österreichischen Akademie der Wissenschaften ernannt. Es folgten die Verleihung der Ehrenmitgliedschaft der Ungarischen Akademie der Wissenschaften, die Aufnahme als Mitglied in die Sudetendeutsche Akademie der Wissenschaften und Künste und die Ernennung zum Ehrenmitglied der Bosnisch-herzegowinischen Akademie der Wissenschaften. Er wurde zudem zum Präsidenten der Commission internationale des études historiques slaves gewählt. Er hatte Gastprofessuren an der Universität Fribourg und der Universität Seattle/USA inne. Er arbeitete eng zusammen mit den Universitäten in Budapest, Pécs, Szeged und Debrecen sowie Universitäten und Akademien in Zagreb, Belgrad und Sarajevo.
Für sein Wirken wurde er ausgezeichnet mit dem Großen Silbernen Ehrenzeichen für Verdienste um die Republik Österreich und dem Komturkreuzes des Ungarischen Verdienstordens sowie zahlreichen weiteren Auszeichnungen wie dem Anton-Gindely-Preis, dem Kardinal-Innitzer-Förderungspreis für Geisteswissenschaften, dem Karl-von-Vogelsang-Staatspreis für Geschichte der Gesellschaftswissenschaften und dem Ferenc-Deák-Staatspreis für Geisteswissenschaften der Stiftung Pro Hungaria Budapest.
Seit Studientagen war er Mitglied bei der katholischen Studentenverbindung K.Ö.H.V. Amelungia, der K.Ö.L. Maximiliana und der K.a.J. St. Hubertus. Horst Haselsteiner engagierte sich für zahlreiche Sozialprojekte im Heiligen Land. 1995 wurde er vom Kardinal-Großmeister Giuseppe Caprio zum Ritter des Ritterordens vom Heiligen Grab zu Jerusalem ernannt und durch Abt Alois Stöger, Großprior der österreichischen Statthalterei, in den Päpstlichen Laienorden investiert.